# کاپسترانو
کاپسترانو (به ایتالیایی: Capestrano) یک کومونه در ایتالیا است که در استان لاکویلا واقع شده‌است.

## خصوصیات
کاپسترانو ۴۳٫۰۸ کیلومترمربع مساحت و ۹۱۰ نفر جمعیت دارد و ۴۶۵ متر بالاتر از سطح دریا واقع شده‌است.

## خواهرخوانده
شهرهای سان جوان کاپیسترانو، کالیفرنیا و Buda خواهرخوانده‌های کاپسترانو هستند.